# Jima (zon)
Jima är en zon i Etiopien.   Den ligger i regionen Oromia, i den centrala delen av landet, 240 km sydväst om huvudstaden Addis Abeba. Antalet invånare är 2 486 155.